# Villiers-le-Sec, Haute-Marne

Villiers-le-Sec este o comună în departamentul Haute-Marne din nord-estul Franței. În 2009 avea o populație de 684 de locuitori.

## Evoluția populației
| An        | 1975 | 1982 | 1990 | 1999 | 2006 | 2009 |
| --------- | ---- | ---- | ---- | ---- | ---- | ---- |
| Populație | 419  | 517  | 573  | 559  | 558  | 684  |